# Flatiron Building
Flatiron Building (Strykjärnshuset), tidigare Fuller Building, som den nu för tiden kallas, är en byggnad på Manhattan i New York. 
Den 87 meter höga skyskrapan har 22 våningar och var en av de högsta byggnaderna i New York när den uppfördes 1902. Den var då en av bara två skyskrapor norr om 14th Street. Den andra var Metropolitan Life Insurance Company Tower som låg ett kvarter österut. Byggnaden står på en triangulär tomtyta i korsningen mellan Broadway, Fifth Avenue och 22nd Street och dess form var inte en följd av någon arkitektoniskt originell formgivning, utan för att utnyttja den extremt dyra tomtmarken på Manhattan maximalt. Byggnaden ritades så att huskroppen precis gick utefter tomtgränsen mot trottoaren och den är bara 1,8 meter bred vid den smala änden. 
Byggnaden ritades av arkitekten Daniel Burnham och den kallades ursprungligen för The Fuller Building, då det var företaget George A. Fuller Company som uppförde byggnaden, men den blev senare känd som Flatiron Building. Det sägs ofta att namnet "Flatiron" kommer från byggnadens likhet med ett strykjärn, men i själva verket fick byggnaden sitt namn från tomten som byggnaden står på, som var känt som "The Flatiron" innan byggnaden existerade. 

## Historia

### Design och konstruktion
Egendomen som Flatiron Building står på köptes upp av Amos Eno 1857. Efter att Eno dog köpte bröderna Samuel och Mott Newhouse, som hade tjänat sin förmögenhet på gruvorna i väst, tomten 1899 från Amos son, William Eno. Vid den här tiden gjordes försök att skapa ett nytt affärsdistrikt i New York, norr om det nuvarande finanscentrumet Wall Street. Bröderna Newhouse hade för avsikt att bygga en 12-våningsbyggnad med butiker på gatunivå och med lägenheter ovanför. Men 1901 gick bröderna med i ett syndikat som leddes av Harry S. Black, den dåvarande chefen för George A. Fuller Company, som hade planer att bygga ett nytt högkvarter för företaget på den triangulära tomten. Platsen var ett väldigt lockande ställe att bygga en byggnad på då det var där de två berömda gatorna Broadway och Fifth Avenue korsade varandra, och många förmögna New York-bor höll till där. 

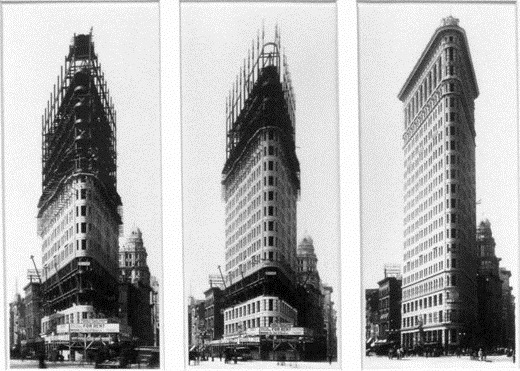
Flatiron Buildings byggnadsfaser

Det var ingen som riktigt visste vad man skulle göra med den lilla, underligt formade fastigheten. Tomten var så liten att folk undrade hur en byggnad av någon storlek skulle kunna byggas där. Harry S. Black bestämde att skyskrapan skulle byggas med armerad betong och att stommar av stålbalkar skulle utgöra den grundläggande konstruktionstekniken. Byggnadens struktur var framtagen för att tåla fyra gånger mer än de typiska vindbelastningarna. Detta gjorde att han aldrig såg varken storleken eller den egendomliga formen av tomten som ett hinder. Black bestämde att byggnaden skulle ritas av arkitekten Daniel Burnham som hade ritat flera byggnader åt George A. Fuller Company tidigare. Burnham tillhörde den berömda Chicagoskolan (Chicago School of Architecture) och hade ritat flera byggnader i Chicago, däribland Monadnock Building, Rookery Building och Masonic Temple Building, men detta skulle bli hans första byggnad i New York. Han ritade Flatiron Building med inspiration dels från Beaux-Arts-stilen som lärdes ut i École des Beaux Arts i Paris, dels från renässansen. Byggnadens fasad består av en kombination av kalksten och terrakotta vilket ger ett rustikt intryck. Medan många av de andra höga byggnaderna på den tiden hade höga torn som kom från tunga, blocklika baser, hade Burnhams torn stigit direkt upp från gatunivå, vilket gjorde det till en omedelbar och slående kontrast mot de lägre byggnaderna som omger den. Byggnaden stod klar 1902 och fick namnet Fuller Building efter George A. Fuller, grundaren av Fuller Company, som hade dött två år tidigare, men lokalbefolkningen envisades med att kalla det "The Flatiron", ett namn som sedan dess gjorts officiellt.

### Mottagning
Flatiron Buildings ovanliga form tillsammans med det faktum att byggnaden var hög och smal fick många att tro att byggnaden var instabil och att den skulle falla omkull i starka vindar. Det kom även många tidningsrapporter som sa att den triangulära byggnaden skulle skapa en potentiellt farlig vindtunneleffekt nere på gatunivå. Detta ledde till att byggnaden fick smeknamnet "Burnham's Folly" (Burnhams dårskap) under byggandet. Man började till och med satsa pengar på hur långt bort byggnadens skräp skulle kunna hittas efter vinden blåst omkull den, och det sägs att människor stod och tittade på gatan när byggnadens färdigställts för att se den kollapsa vid första bästa vindby. Vissa hade även problem med byggnadens utseende. New York Tribune kallade den nya byggnaden för en snål bit paj och den största livlösa bråkmakaren i New York, medan Municipal Art Society sa att byggnaden var olämplig att vara i centrum av staden. New York Times kallade den för ett monster.
Trots kritiken började folkmassor samlas för att beundra ingenjörskonsten som använts för att bygga Flatiron Building, och under de följande åren blev den ett vanligt motiv i fotografier, målningar och vykort och har blivit en av de mest populära symbolerna för New York. Fotografer som Edward Steichen och Alfred Stieglitz har tagit särskilt minnesvärda bilder av byggnaden, och även målare som Childe Hassam och John Sloan har använt byggnaden i sina verk. Byggnaden utsågs till ett New York City Landmark 1966, kom med i National Register of Historic Places 1979 och utsågs till ett National Historic Landmark 1989.

## Nuvarande status
George A. Fuller Company flyttade ut ur byggnaden 1929, och i åratal förblev området kring Flatiron Building relativt kargt. Men byggnadens popularitet hjälpte till att förvandla området till ett populärt resmål och där finns exklusiva restauranger och shopping sedan slutet av 1990-talet. Idag används Flatiron Building främst av olika bokförlag och det finns även en del butiker på bottenvåningen.

## Bildgalleri

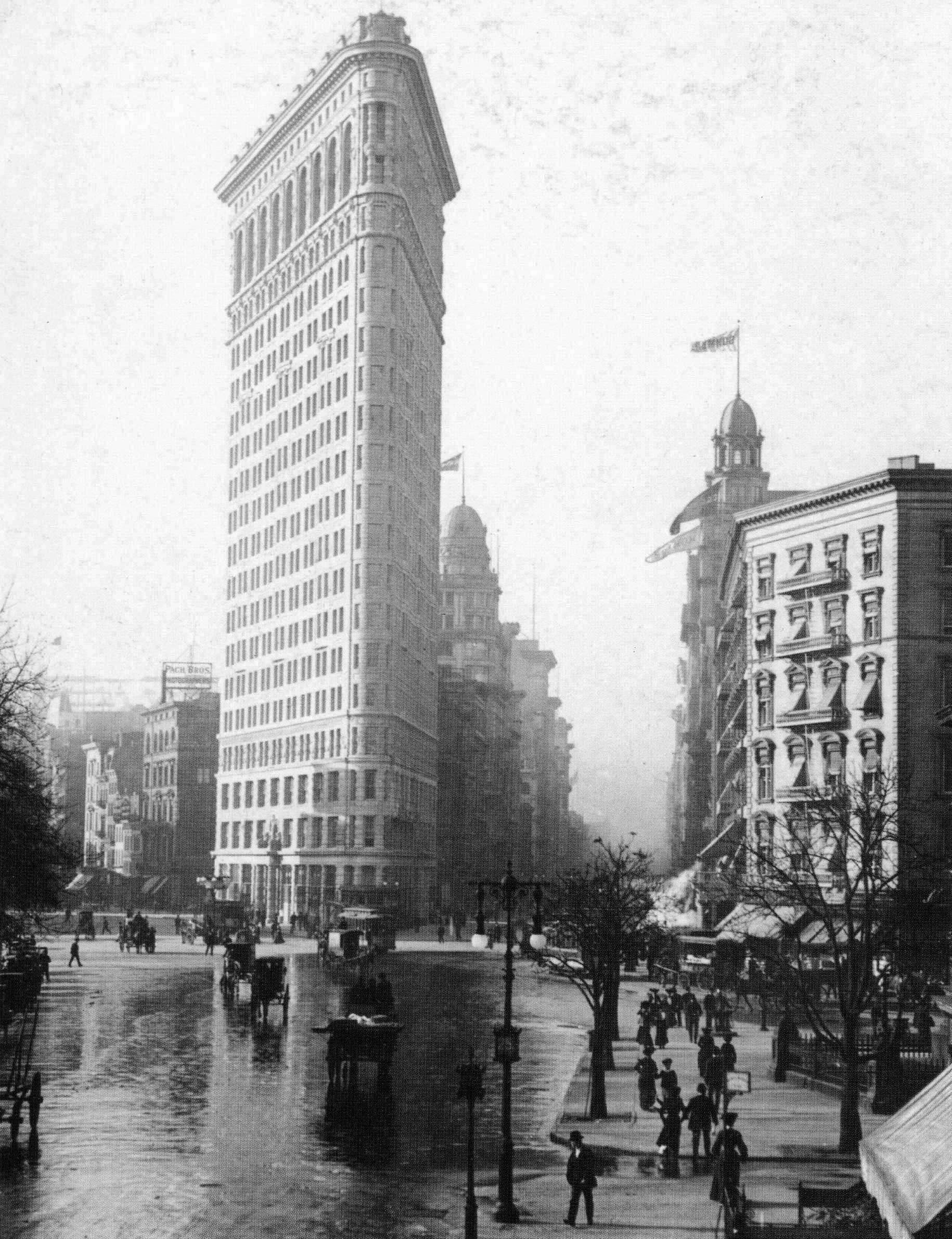
Byggnaden ca 1903
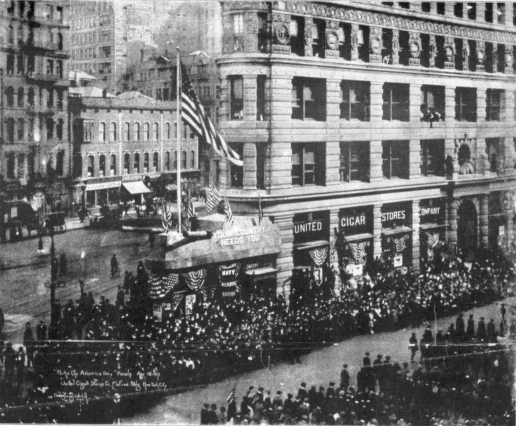
Amerikanska flottans rekryteringsstation vid byggnaden under första världskriget (April 19, 1917)
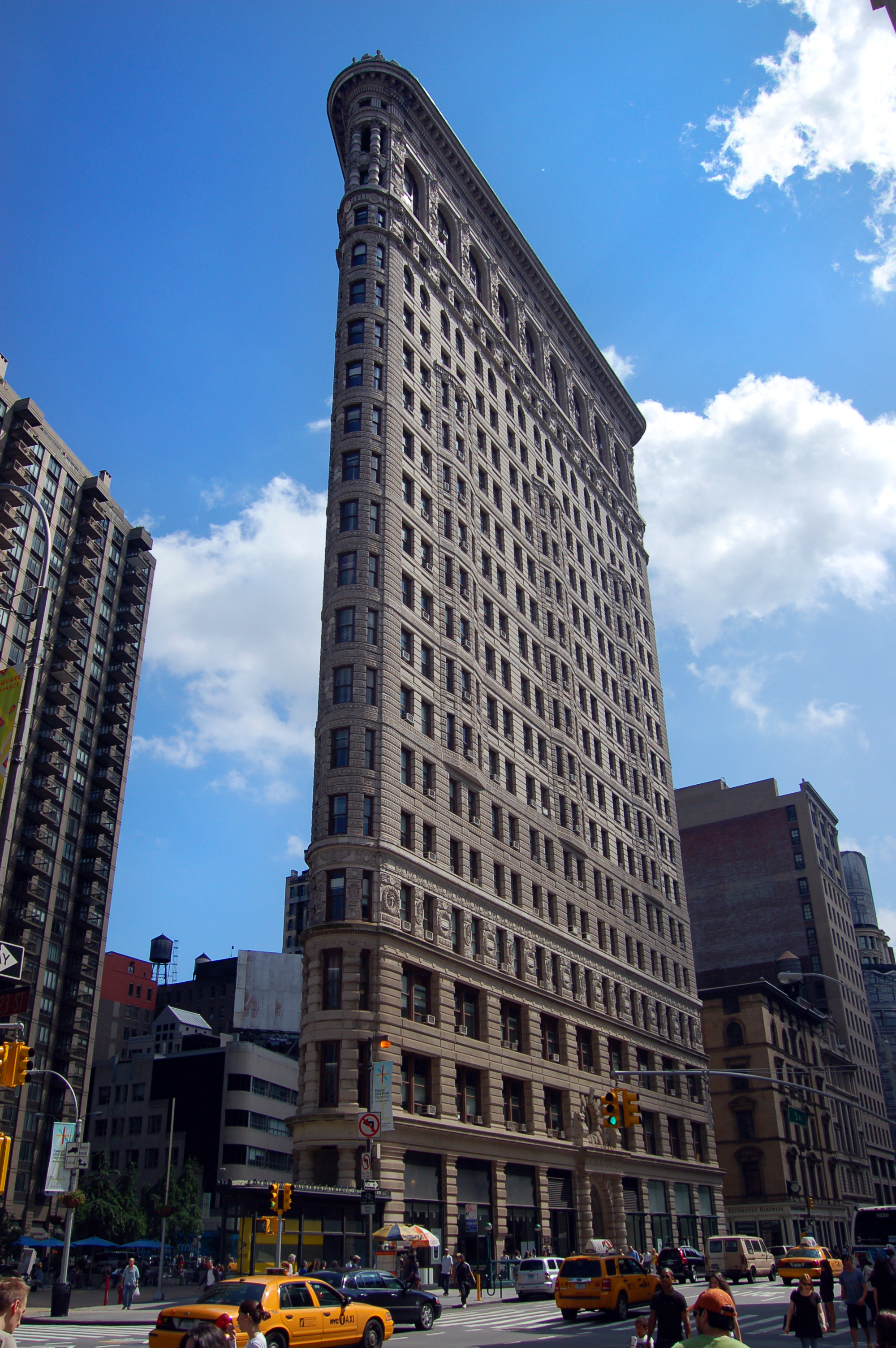
Sidovy
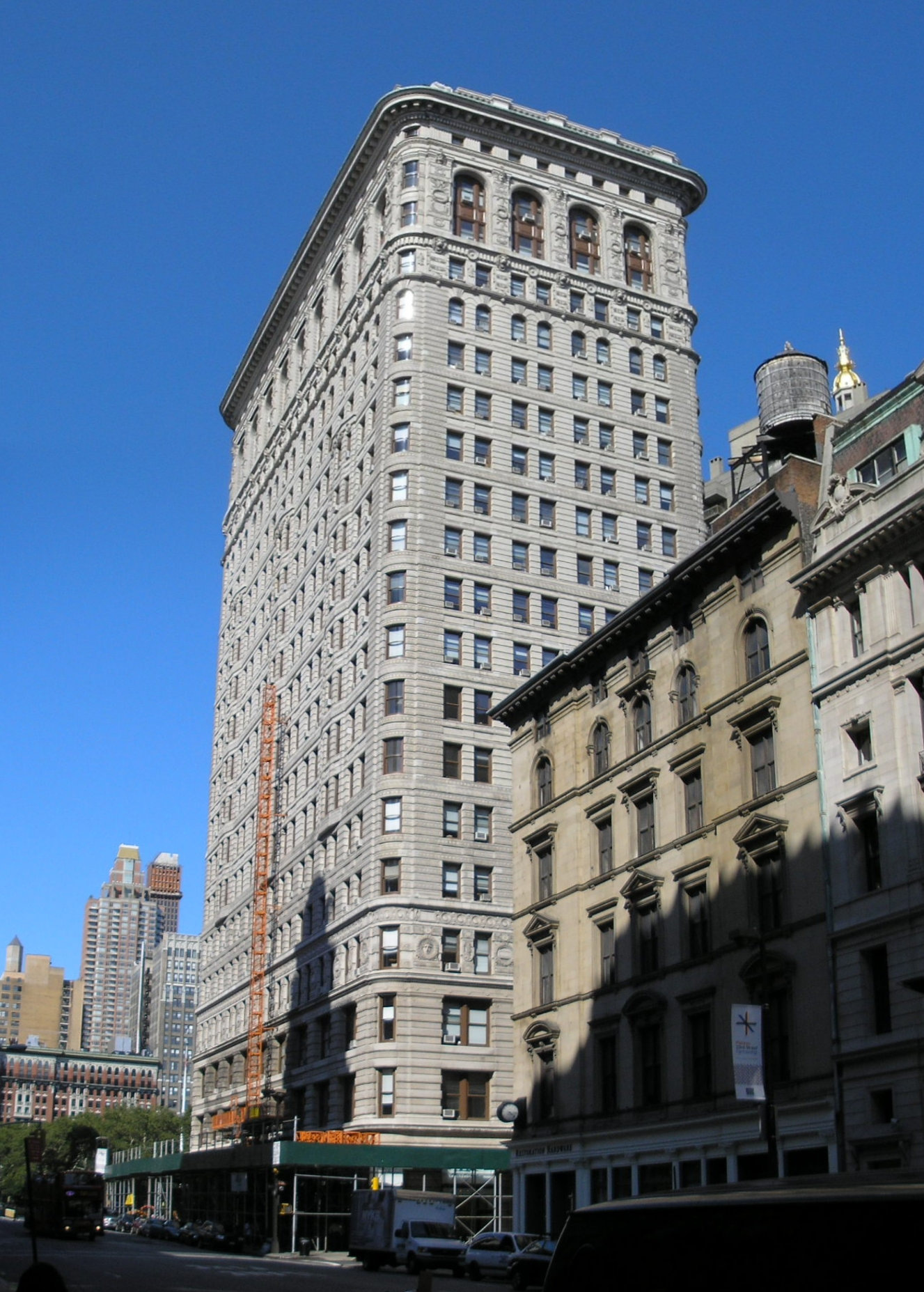
Vy bakifrån
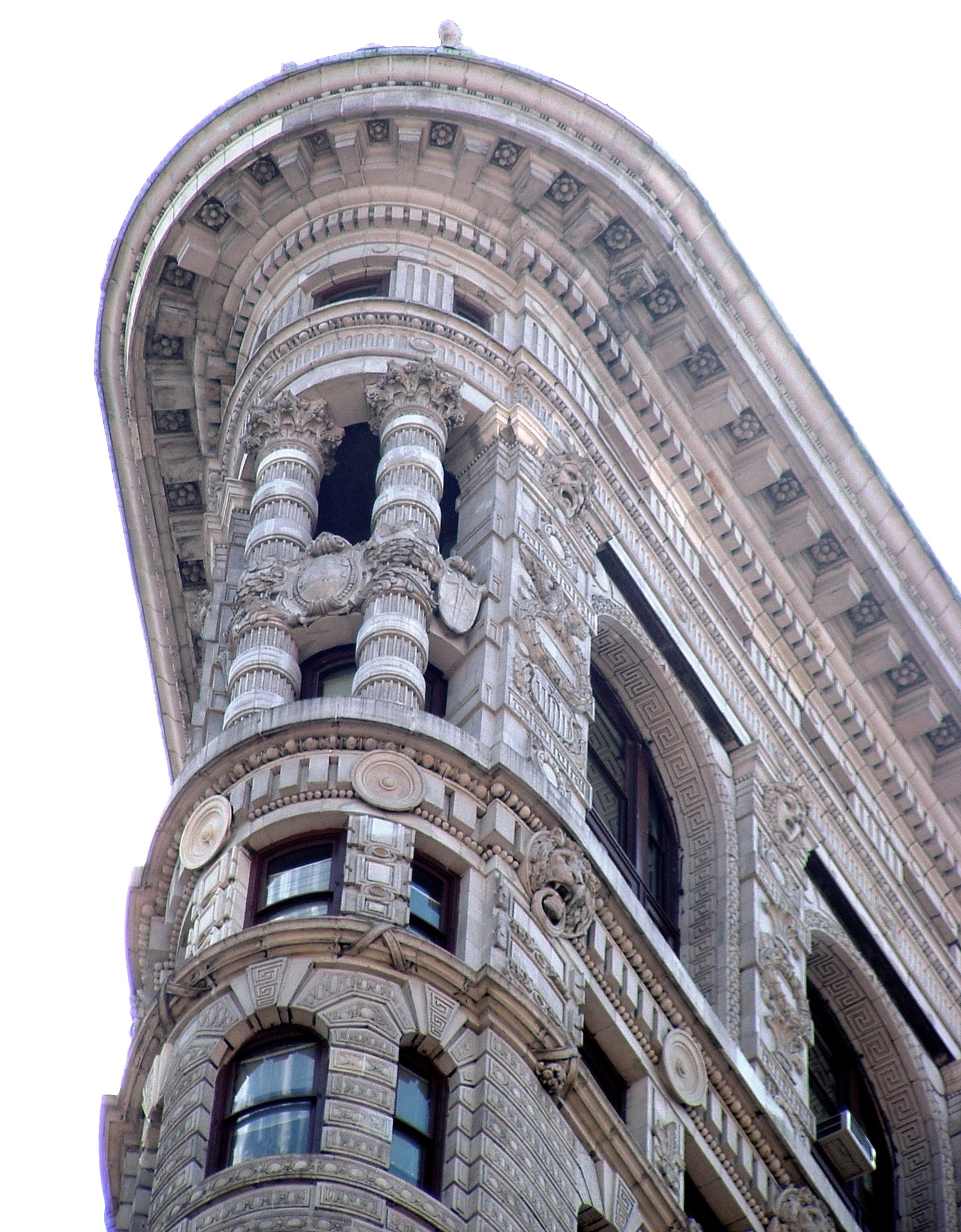
Närbild av toppen